# Carino
Marco Aurelio Carino (in latino Marcus Aurelius Carinus; 257 – Mesia, luglio 285) è stato un imperatore romano (283-285).
Figlio maggiore di Marco Aurelio Caro, regnò assieme al padre prima come cesare poi come augusto col fratello Numeriano. Alla morte di Caro e di Numeriano, si scontrò con l'esercito guidato da Diocleziano nella battaglia del fiume Margus, in Mesia, dove trovò la morte per mano dei propri uomini.
Con la morte di Carino termina il periodo della Crisi del III secolo ed inizia il processo che porterà alla Tetrarchia.

## Biografia

### Ascesa al trono

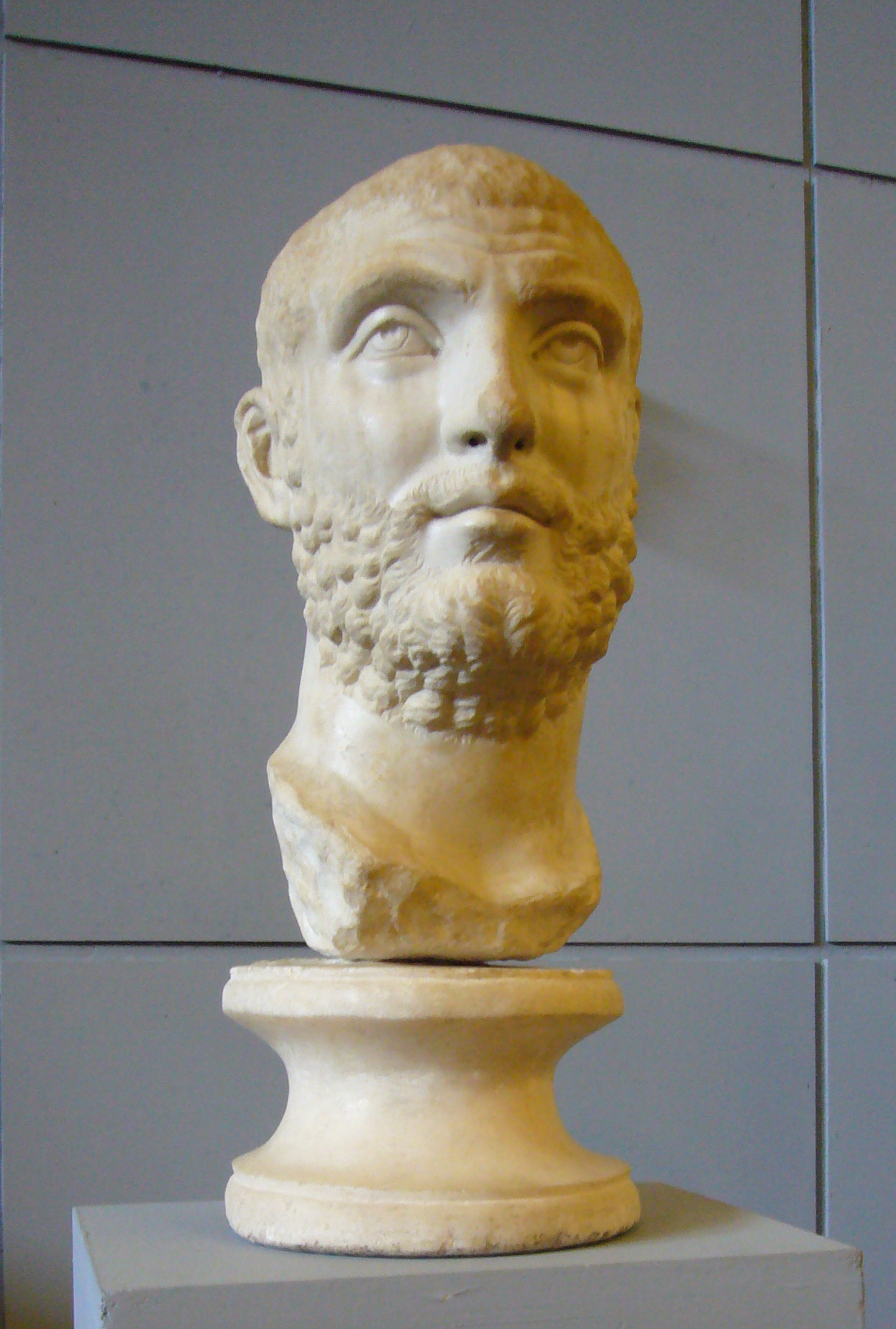
Ritratto di Carino, proveniente dagli scavi nei dintorni di Piazza Vittorio a Roma, nell'antichità una proprietà imperiale. La testa, in ottime condizioni, è di dimensioni superiori a quelle naturali ed era inserita su una statua recante un'armatura; considerata la damnatio memoriae di Carino dopo la sua morte e l'ottimo stato di conservazione della testa, questa fu probabilmente rimossa dal busto per essere sostituita e messa in magazzino.

Carino era il figlio maggiore di Marco Aurelio Caro; aveva un fratello minore, Numeriano, e una sorella, Paulina. Quando il padre salì al trono, nel 282, Carino era già adulto e aveva una moglie, Magnia Urbica, e forse un figlio, Nigriniano: fu associato al potere ricevendo il rango di Cesare e i titoli di princeps iuventutis e nobilissimus assieme al fratello. Quando il padre portò a termine una vittoriosa campagna contro i Quadi e i Marcomanni, all'inizio del suo regno, condivise con Carino il titolo di Germanicus maximus.
Caro si trovò a dover affrontare i problemi che avevano afflitto gli altri imperatori durante la Crisi del III secolo, trovare un metodo che garantisse una successione incruenta e il più possibile automatica e rispondere alla necessità delle popolazioni di sentire la presenza dell'autorità centrale. Queste due problematiche, quando non affrontate correttamente, avevano causato delle guerre civili e dei colpi di stato in occasione delle successioni, e avevano invogliato le province più lontane dalla sede imperiale a proclamare dei propri imperatori. Per risolvere questi due problemi, Caro pensò di associare al potere il figlio maggiore, affidandogli l'amministrazione delle province occidentali: fu così che Carino fu proclamato Augusto all'inizio del 283, anno in cui tenne il consolato assieme al padre.

### Augusto
Il padre partì per una campagna in oriente, contro i Sasanidi, assieme all'altro figlio e Cesare, Numeriano. Alla sua morte (agosto 283), Numeriano divenne Augusto, e Carino si trovò ad essere l'Augusto anziano, nel quale si focalizzò la lealtà dei militari: si trovava infatti in Germania, a combattere contro i Quadi, nella prosecuzione della campagna paterna. Dopo aver speso l'inverno 283/284 acquartierato a Roma, nel 284 (anno del suo secondo consolato, assieme a Numeriano) si recò in Britannia, per combattere una campagna per la quale assunse il titolo di Britannicus maximus assieme al fratello.
Sebbene il meccanismo di successione progettato da Caro avesse superato la prova, la tentazione di un colpo di mano da parte dei comandanti militari di province di frontiera era ancora grossa, specie con un imperatore in territorio nemico (Numeriano) e un altro lontano in Britannia (Caro). Quando poi in occidente giunse la notizia della morte di Numeriano (novembre 284), la minaccia di un'usurpazione si materializzò: nella provincia di Pannonia si sollevò infatti il generale Giuliano. A questo avversario se ne aggiunse un altro: dopo la morte di Numeriano, l'esercito orientale aveva scelto di sostenere come imperatore un generale, ma presente tra loro, Diocleziano, piuttosto che il legale detentore del titolo, ma lontano: il nuovo pretendente si mosse verso occidente per giungere ad uno scontro che decidesse chi avrebbe mantenuto la porpora.

### Morte
All'inizio del 285 Carino tornò sul continente col suo esercito, muovendosi incontro a Giuliano: i due si scontrarono nei pressi di Verona (o, secondo altre fonti, in Illirico), dove Carino sconfisse il suo rivale. Annullata la prima minaccia, l'imperatore si mosse verso oriente, incontro a Diocleziano. Lo scontro decisivo, noto come la battaglia del fiume Margus (presso Viminacium, in Mesia), si risolse con la morte violenta di Carino, che pure era risultato inizialmente in vantaggio.
Carino morì a 29 anni, nel secondo anno di regno. La sua memoria fu condannata e il suo nome cancellato dalle iscrizioni.

## Giudizio degli storici
Secondo gli storici antichi, governò dispoticamente facendo incarcerare e uccidere senza processo gli oppositori; avrebbe condannato a morte coloro che si fecero beffe di lui in giovane età; fece percuotere diverse donne che gli si rifiutarono, prendendo e ripudiando nove mogli e avendo molte amanti. Secondo questi stessi storici, Carino, disponendo di un esercito più numeroso e di una migliore capacità strategica, sarebbe stato sul punto di vincere la battaglia del fiume Margus, quando sarebbe stato pugnalato, nel corso della battaglia, da un tribuno al quale l'imperatore aveva sedotto la moglie.
Questa tradizione storica è però verosimilmente il risultato di un'azione propagandistica volta a screditare Carino e accettata, se non promossa da Diocleziano, che era pur sempre un usurpatore e non aveva grandi qualità militari. Ad esempio, l'Historia Augusta, che riporta la storia delle nove mogli, dimentica di citare quella che le fonti numismatiche suggeriscono essere l'unica moglie di Carino, Magnia Urbica. Va inoltre notato che se ci fu un tradimento dietro la sconfitta e morte di Carino, questo fu probabilmente quello del suo prefetto del pretorio, Aurelio Aristobulo: sebbene le fonti antiche non vi facciano riferimento, il fatto che Aristobulo abbia mantenuto l'importante carica di prefetto anche sotto Diocleziano è un forte indizio di un accordo tra i due volto a facilitare la sconfitta dell'imperatore e la vittoria del generale usurpatore.